# Tinantia longipedunculata
Tinantia longipedunculata là một loài thực vật có hoa trong họ Commelinaceae. Loài này được Standl. & Steyerm. miêu tả khoa học đầu tiên năm 1944.